# Ctenotrypauchen chinensis
Ctenotrypauchen chinensis är en fiskart som beskrevs av Steindachner, 1867. Ctenotrypauchen chinensis ingår i släktet Ctenotrypauchen och familjen smörbultsfiskar. Inga underarter finns listade i Catalogue of Life.